# Кямиші
Кямиші (рос. Кямиши) — селище залізничної станції у Кінгісеппському районі Ленінградської області Російської Федерації.
Населення становить 3 особи. Належить до муніципального утворення Котельське сільське поселення.

## Історія
Згідно із законом від 28 жовтня 2004 року № 81-оз належить до муніципального утворення Котельське сільське поселення.

## Населення
| 1997 | 2007 | 2010 | 2017 |
| ---- | ---- | ---- | ---- |
| 12   | ↘5   | ↘3   | →3   |